# Alexander Scherban
Alexander Scherban (* 10. Februar 1886 in Wien; † 8. April 1964 in Nürnberg) war ein österreichischer Maler.

## Leben und Werk

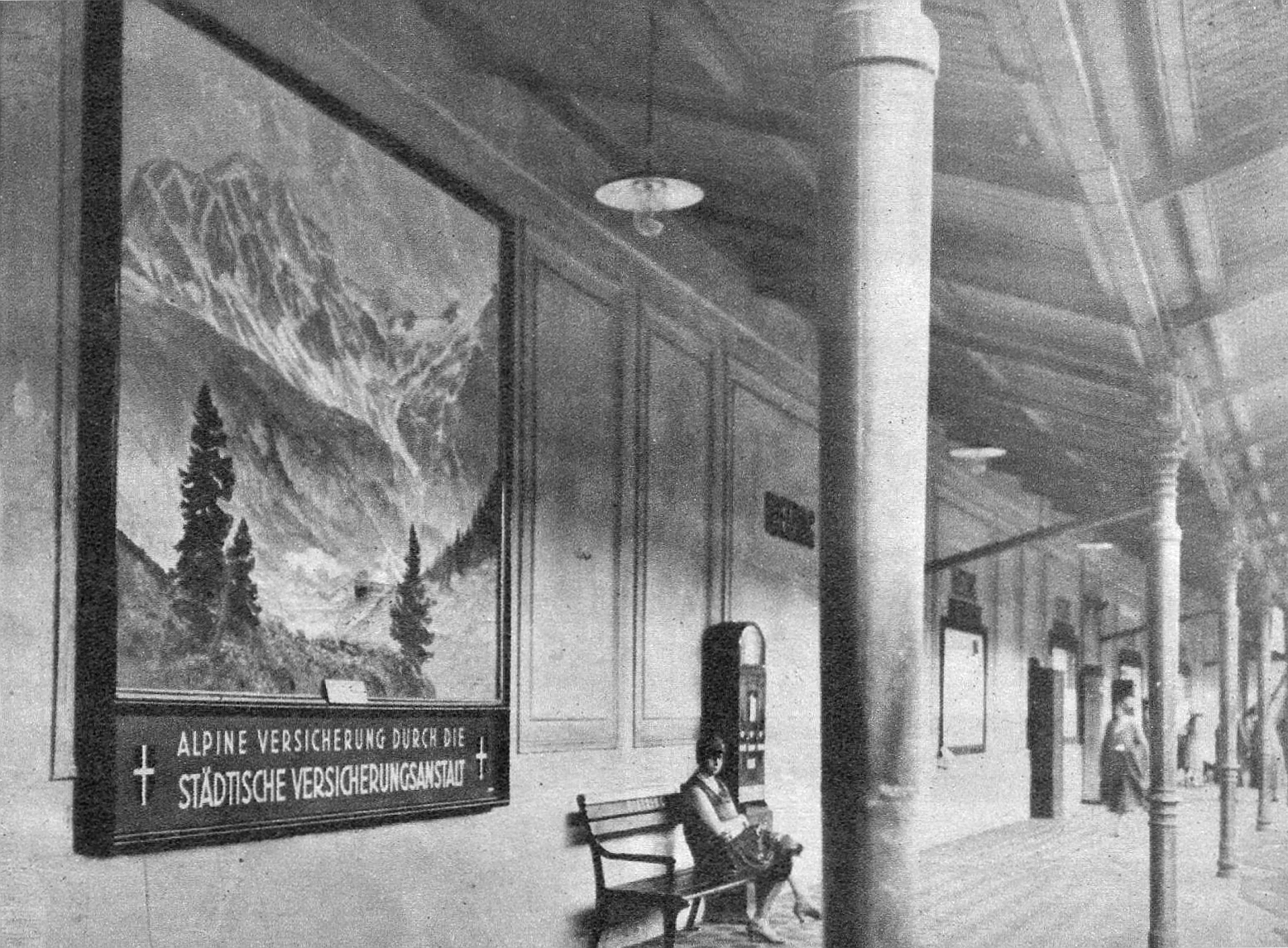
Scherban-Gemälde in der Stadtbahnstation Hietzing, 1929

Alexander Scherban besuchte die Wiener Kunstgewerbeschule und studierte an der Akademie der Bildenden Künste München. Der Wiener Mediziner Friedrich Schauta zählte zu seinen frühen Förderern.
Scherban malte Landschaftsbilder, Stillleben und Veduten. Mit Darstellungen des Hüttenwerks Donawitz trat er auch als Industriemaler hervor. In Mauer bei Wien ansässig, organisierte er dort 1916 während des Ersten Weltkriegs eine Kunstausstellung zugunsten der Witwen und Waisen gefallener Einwohner. Nach dem Krieg gestaltete er 1920 Motive für das Notgeld der Gemeinde. Im selben Jahre malte er für den Sitzungssaal des Rathauses von Mauer bei Wien eine Ansicht des Ortes – auf der Rückseite eines Kaiser-Franz-Joseph-Porträts, das bis dahin dort gehangen war. Im Auftrag der Städtischen Versicherungsanstalt schuf er für den Bahnsteig der Stadtbahnstation Hietzing ein großflächiges Gemälde des Hohen Sonnblicks mit dem Naturfreundehaus Kolm-Saigurn.
Scherban war Mitglied der Wiener Künstlervereinigungen Albrecht-Dürer-Bund und Kunstgemeinschaft, in deren Ausstellungen er seine Werke präsentierte. Er wurde 1931 in den Vorstand der Kunstgemeinschaft gewählt, wo er für interne Angelegenheiten und die Vertretung bei politischen Behörden zuständig war. Im gleichen Jahr wurde er mit dem Ehrenpreis der Stadt Wien ausgezeichnet.
1936 zog Scherban für einige Jahre nach Nürnberg. 1945 wohnte er im oberpfälzischen Pyrbaum. In späteren Jahren lebte er eine Zeit lang in der Stadt Rottenmann in der Steiermark. Auch hielt er sich erneut in Wien auf. 1961 kehrte er nach Nürnberg zurück. Er schuf einige Ansichten dieser Stadt. Seine Bilder mit Hochgebirgs- und Hochofenmotiven fanden besondere zeitgenössische Erwähnung.
Scherban war zweimal verheiratet, zunächst ab 1910 mit Franziska Varasdy (* 1890) aus Atzgersdorf. 1941 ließ er sich scheiden und ehelichte im gleichen Jahr die Nürnbergerin Friederike, geb. Seitz, gesch. Szendrey (1906–1970). Die Ehen blieben kinderlos.
Alexander Scherban starb im Alter von 78 Jahren in Nürnberg. Nach ihm wurde 1988 die Scherbangasse in Wien-Atzgersdorf benannt.